# Jensen længe leve!
Jensen længe leve! (også kendt som Jensen længe leve) er en danske spillefilm fra 1965 instrueret af Lau Lauritzen Jr. efter manuskript af Bent Oxenvad og Knud Poulsen.

## Handling
En fra fængslet just undsluppet fange finder marskendiser Jensens lig i den jensenske butik. Af frygt for at blive mistænkt for mord flytter han liget i skabskuffert ud til en skov, hvor det skal gemmes. På vejen taber han kufferten ud af vognen og Jensen ud af kufferten. Straks efter kører en anden herre liget over, skjuler liget bag i sin vogn, vil grave liget ned, osv. osv.

## Medvirkende (udvalg)
- Osvald Helmuth
- Willy Rathnov
- Preben Mahrt
- Lisbeth Movin
- Karl Stegger
- Bertel Lauring
- Arthur Jensen
- Poul Müller
- Paul Hagen
- Sigrid Horne-Rasmussen
- Birger Jensen
- Lars Knutzon
- Jesper Langberg
- Lise Thomsen